# Jacques Chaumel
Pour les articles homonymes, voir Chaumel.
Jacques Chaumel, né le 12 mars 1908 à Bordeaux (Gironde) et mort le 26 septembre 1973 à Puisseguin (Gironde), avocat, est un homme politique français, sénateur de la Vendée de 1946 à 1948.

## Biographie
Docteur en droit, Jacques Chaumel s'installe comme avocat à Fontenay-le-Comte, où il est élu conseiller municipal en 1934. 
À la Libération, il se  porte candidat sur la liste MRP à l'Assemblée nationale constituante, sans être élu. Il se présente alors aux élections sénatoriales du 8 décembre 1946, où il est facilement élu.
Lors des élections du 7 novembre 1948, il conduit une liste d'Union républicaine et d'entente vendéenne pour la défense des libertés, mais il échoue à se faire réélire face la liste du Parti républicain de la liberté et des Indépendants.
Revenant alors à son métier d'avocat, il abandonne la vie politique nationale.